# Charge élémentaire
En physique, la charge élémentaire est la charge électrique d'un proton ou, de façon équivalente, l'opposé de la charge électrique d'un électron. Elle est notée e et s'exprime en coulombs (C), ou en A s dans le Système international d'unités. Elle a été mesurée pour la première fois en 1909 par le physicien américain Robert A. Millikan (1868-1953),.

## Valeur
Lors de sa 26e réunion le 16 novembre 2018, la conférence générale des poids et mesures (CGPM) décide qu'à compter du 20 mai 2019, la charge élémentaire, notée e, sera exactement égale à :
e = 1,602 176 634 × 10−19 C.
Jusqu'à cette date, la valeur de la charge élémentaire est fixée à :
e = 1,602 176 620 8(98) × 10−19 C.
où les deux chiffres entre parenthèses représentent l'erreur absolue sur cette valeur, qui est donc de 9,8 × 10−28 C.
La valeur exacte de la charge élémentaire était alors définie par :
{\displaystyle e={\sqrt {\frac {2\,h\,\alpha }{\mu _{0}\,c}}}}
où :
- h est la constante de Planck, avec h = 6,626 070 15 × 10−34 J.s ;
- α est la constante de structure fine, avec α = 7,297 352 566 4(17) × 10−3 ;
- μ0 est la perméabilité magnétique du vide, avec μ0 = 4 π × 10−7 H m−1 ;
- c est la  vitesse de la lumière dans le vide, avec c = 2,997 924 58 × 108 m s−1.

La constante de Faraday est définie comme le produit de la charge élémentaire par la constante d'Avogadro.

## Charges plus petites
Depuis sa première mesure par Robert Millikan en 1909, la charge élémentaire était considérée comme indivisible. Les quarks, dont l'existence est postulée dès les années 1960, sont certes censés posséder une charge électrique fractionnaire (±1/3e ou ±2/3e), mais ils sont confinés à l'intérieur des hadrons, des particules dont la charge est égale à zéro, à la charge élémentaire ou à un multiple entier de cette charge.
Les quarks n'ont encore jamais été détectés séparément, mais ils sont supposés avoir existé à l'état libre dans les tout premiers instants de l'Univers (ère des quarks).